# Alma Zack
Alma Zack (* 21. November 1970 in Tel Aviv) ist eine israelische Schauspielerin und Komikerin.

## Leben
Alma Zack, die in Tel Aviv geboren wurde und in Ramat Aviv aufwuchs, ist eine Tochter des Pianisten und Professors der Musikakademie Tel Aviv Yonatan Zack und Adi Etzion, einer israelischen Schauspielerin. Sie hat einen Zwillingsbruder, Yoram und einen älteren Bruder namens Dudi. In ihrer Schulzeit absolvierte sie das Hebräische Herzlia-Gymnasium in Tel Aviv und diente im Anschluss bei den israelischen Verteidigungsstreitkräften als Psychotechnikerin. Nach dem Militärdienst studierte sie an der Universität Tel Aviv Schauspielerei.
Während des Studiums arbeitete sie nebenbei eine Zeitlang als Flugbegleiterin bei der Fluggesellschaft El Al und erhielt von ihrem Vater noch Musikunterricht. In den späten 1990er Jahren begann sie in Fernsehproduktionen mitzuwirken und war Zweitbesetzung in einem Stück im Gesher Theater. Sie trat in der Satire-Sendung „The Situation“ auf, hatte Gastrollen in „Life Is Not All“ und „The Sun“, die in der täglichen Serie „8 Minutes a Day“ von Uzi Weil zu sehen war, und 2002 spielte sie in dem Film „The Wisdom of the Pretzel“. Als sie für ein Programm beim israelischen Fernsehsender Channel 1 (hebräisch, HaArutz HaRishon, lit.) vorsprach, wurde sie vom Redakteur Eretz Nehederet entdeckt und mit in die Besetzung aufgenommen. 2003 nahm sie am Satire-Programm „Eretz Nehederet“ teil. 2005 trat sie als Orna Neumann in der Besetzung von BeTipul ein und wurde dafür 2008 gemeinsam mit Assi Levy (ebenfalls für Betipul) mit dem Israelischen Fernsehpreis als beste Schauspielerin ausgezeichnet.
Sie spielte auch in der Serie „I Didn't Promise You und Until the Wedding“, hatte einen Gastauftritt im israelischen Comedy-Drama „Mesudarim“ und 2006 moderierte sie „Das Festival der israelischen Lieder“. 2011 spielte sie als Ayelet in der israelischen Fernsehsendung Yellow Peppers auch bekannt als The A Word mit. 2006 hatte sie einen Gastauftritt bei der israelischen Musikband Teapacks.

## Familie
Alma Zack ist mit dem Schauspielerkollegen Alon Neumann liiert.

## Filmografie (Auswahl)
- 2002: The Wisdom of the Pretzel (Hochmat HaBeygale)
- 2005: BeTipul
- 2007: Ha-Sodot
- 2010: Zohi Sdom
- 2011: Hearat Shulayim
- 2022: Ole LaRosh

## Diskografie

### Singles (Auswahl)
- 2006: פרח השכונות (mit Teapacks)
- 2012: תגיד שאתה אוהב (mit Yaya)